# Cinet de Quios
Cinet de Quios (en llatí Cinaethus o Cynaethus, en grec antic Κίναιθος o Κύναιθος) fou un rapsoda que els antics suposaven autor d'un himne homèric a Apol·lo
Es diu que hauria viscut cap a la 69a Olimpíada, aproximadament el 504 aC, i hauria estat el primer rapsoda dels poemes homèrics a Siracusa. Com que es coneixien himnes homèrics des de molt abans, s'ha proposat que la data en què Cinet va recitar els seus poemes era l'any 750 aC.
Eustaci de Tessalònica diu d'ell que va ser un gran impulsor i divulgador dels poemes homèrics, però al mateix temps l'acusa d'haver-hi fet moltes interpolacions.